# Leon Feldhendler
Leon Feldhendler, auch Felhendler oder Lejb Feldhendler (* 1910 in Żółkiewka im Generalgouvernement Warschau, Russisches Kaiserreich; † 2. April 1945 in Lublin) war ein polnischer Holocaustüberlebender. Zusammen mit Alexander Petscherski plante und führte er den erfolgreichen Aufstand von Sobibór im Vernichtungslager Sobibor ab dem 14. Oktober 1943 an.

## Leben
Leon Feldhendler wurde als Sohn des Rabbiners von Żółkiewka in der Nähe von Lublin geboren. Als ehemaliges Mitglied des Judenrats von Żółkiewka wurde Feldhendler 1942 in das Lager Sobibor deportiert. Bei der Ankunft des Deportationszuges an der Rampe wählte man ihn aus der Gruppe der Ankommenden aus, Sonderaufgaben zu übernehmen. Er verbrachte mehr als ein Jahr im Lager. Während dieser Zeit wurde er mehrfach Zeuge von Fluchtversuchen, die die SS stets mit Racheakten beantwortete.
Im Sommer des Jahres 1943 erfuhren die Lagerinsassen von der Niederlage von Stalingrad sowie vom Aufstand im Warschauer Ghetto. Außerdem wurde Himmlers Ankündigung vom 5. Juli 1943 bekannt, das Vernichtungslager Sobibor in ein Konzentrationslager umzuwandeln. Feldhendler befürchtete, dass sämtliche Zeugen der Massenmorde aus dem Wege geschafft werden sollten, und kam zur Einsicht, lediglich eine Massenflucht sämtlicher Häftlinge würde zu einer Lösung führen.
Zwischen Mitte Juli und Ende August 1943 entwickelte Feldhendler verschiedene Fluchtpläne. Ein Plan sah vor, dass die Jugendlichen im Alter von 14 bis 16 Jahren die SS-Mannschaften am frühen Morgen umbringen sollten, ihre Waffen an sich zu nehmen, um sie dann an die Erwachsenen weiterzuleiten. Die Flucht würde dann zusammen mit den Trawniki erfolgen. Eine andere Planung sah vor, das Lager in Brand zu stecken oder die Absperrungen durch einen Tunnel zu überwinden. Sämtliche Pläne scheiterten jedoch am Fehlen einer Persönlichkeit, die geeignete, möglichst militärische Führungserfahrung aufwies. Diese fand Feldhendler schließlich im niederländischen Juden Joseph Jacobs. Sein Fluchtplan wurde jedoch verraten. Durch Folter versuchte die SS, die Hintermänner in Erfahrung zu bringen, aber Jacobs blieb bei seiner Aussage, alleine fliehen zu wollen. Aus Rache wurde er zusammen mit 72 anderen niederländischen Juden erschossen.
Feldhendler verbündete sich schließlich mit dem am 23. September 1943 im Lager internierten Alexander Petscherski, über einen Kontakt, den der Warschauer Jude Shlomo Litman herstellte. Sie kannten sich aus dem SS-Lager in Minsk, in dem Petscherski zuvor inhaftiert war. Feldhendler und Petscherski planten zusammen mit einer kleinen Gruppe aus eingeweihten Männern die Flucht. Am 14. Oktober 1943 um 16 Uhr gelang es den gefangenen Zwangsarbeitern, elf SS-Männer auf der Stelle zu töten. Zwischen 300 und 600 Häftlinge konnten die Sperren überwinden. Trotz hoher Verluste konnten etwa 150 Inhaftierte sowohl den elektrisch geladenen Stacheldrahtzaun als auch das Minenfeld überwinden. Feldhendler floh in den Wald in der Nähe des Lagers und entkam seinen Verfolgern, Shlomo Litman kam beim Aufstand in Sobibor ums Leben.
Bis zum Ende des Krieges hielt er sich in Lublin mit Chaskiel Menche, einem Mithäftling von Sobibor, und Moshe Blank versteckt. Am 2. April 1945 wurden Feldhendler und Blank in einer Auseinandersetzung, angeblich wegen einer Liebesaffäre, von einem Soldaten der Polnischen Heimatarmee erschossen.